# 禽副黏病毒属
禽副黏病毒属（学名：Avulavirus）也称为禽腮腺炎病毒属，为副黏液病毒科的一个属。

## 下属物种
本属包括以下物种：
- 禽副黏病毒I型 APMV-1
- 禽副粘病毒2型 Avian paramyxovirus 2 Yucaipa
- 禽副黏病毒3型 Avian paramyxovirus 3
- 禽副黏病毒4型 Avian paramyxovirus 4
- 禽副黏病毒5型 Avian paramyxovirus 5  Kunitachi
- 禽副黏病毒6型 Avian paramyxovirus 6
- 禽副黏病毒7型 Avian paramyxovirus 7
- 禽副黏病毒8型 Avian paramyxovirus 8
- 禽副黏病毒9型 Avian paramyxovirus 9
- 新城疫病毒 Newcastle disease virus ，ND，主要危害鸡、珠鸡和火鸡，在被侵袭的鸡群中迅速传播，强毒株可使鸡群全群毁灭。
  - 禽副流感病毒1型 Avian parainfluenza virus 1